# John Burton Cleland
John Burton Cleland (22 de junio de 1878 - 11 de agosto de 1971) fue un reconocido naturalista, microbiólogo, micólogo y ornitólogo australiano. Fue profesor de Patología en la Universidad de Adelaida que fue consultado acerca de la investigación policial de alto nivel, como el famoso Caso Taman Shud en 1948 y posteriores.

## Primeros años y educación
John Burton Cleland nació en Norwood, Australia del Sur. Asistió al colegio Prince Alfred y a las universidades de Adelaida y Sídney, donde se graduó en Medicina en 1900.

## Matrimonio y familia
Cleland estuvo casado con Dora Isabel Paton, y tuvieron cuatro hijas y un hijo. Les animó en las ciencias: Joan Paton se convirtió en un ornitólogo, y William Paton Cleland se convirtió en un cirujano cardio-torácico.

## Carrera
Trabajó como microbiólogo en Australia Occidental y Nueva Gales del Sur durante varios años. Fue designado como profesor titular de Patología en la Universidad de Adelaida , y enseñó a generaciones de estudiantes.
Cleland fue elegido presidente de la Royal Society of South Australia en 1927-1928, y de nuevo en 1941. Se convirtió en miembro de la Royal Australasian Ornithologists Union (Raou) en 1902, y fue su presidente desde 1935 hasta 1936.
En 1934-1935, se publicó una monografía en dos volúmenes sobre los hongos de Australia del Sur, una de las revisiones más completas de los hongos de Australia hasta la fecha.
Cleland fue el patólogo en el infame Caso Taman Shud, en la que un hombre no identificado fue encontrado muerto en una playa de 1 de diciembre de 1948. Mientras Cleland teorizó que el hombre había sido envenenado, se encontró ni rastro de ella. El hombre nunca fue identificado.

## Herencia y honores
- 1949, fue elegido miembro vitalicio del Raou Honorario.
- 1952, fue galardonado con el Medallón de Historia Natural de Australia
- Es conmemorado por el Parque de conservación Cleland en el Montes Lofty de Australia del Sur , y el J.B.Cleland Kindergarten en Beaumont, Australia del Sur .
- La abreviatura «Cleland» se emplea para indicar a John Burton Cleland como autoridad en la descripción y clasificación científica de los vegetales.[2]